# Ohana Resort
Ohana Resort（オハナリゾート）は滋賀県高島市マキノ町にあるスキー場。
2024年12月に名称を国境高原スノーパーク（くにざかいこうげんスノーパーク）からOhana Resort（オハナリゾート）に変更した。

## 概要
乗鞍岳の東斜面に造成されたスキー場で、福井県との県境がこのスキー場の中を通っている。国道161号に面しており道路の反対側には廃止された敦賀国際スキー場があった。
ゲレンデは大谷ゲレンデと乗鞍ゲレンデの二つからなり、全体的にファミリー向けのスキー場となっている。
1943年に近江鉄道が箱根土地の傘下に入り西武グループの一員となった。このことが当スキー場の開設に関係しており、1957年には近江鉄道初の観光事業として伊吹山スキー場が開設された。その後、箱館山スキー場や八幡山ロープウェイなど次々に事業を拡げ、1965年に国境スキー場の営業が開始された。箱根土地は国土計画興業計画（コクド）となり西武グループ一体でリゾート開発が行われたため、施設のレストランがファミリーレストランのボックス席型になるなど西武系の特徴が見取れる。
長らく近江鉄道による経営が行われてきたが、同社の鉄道事業は1967年をピークに乗客数は2002年には最少369万人まで減少し、経営が慢性的な赤字に陥ったことで2007年にマックアースに施設が譲渡された。この譲渡の際に株式会社マックアースが設立されたので国境高原スノーパークが初めてマックアースの運営する施設となった。同時に、名称も「国境スキー場」から、現在の「国境高原スノーパーク」と変わった。
しかし、2010年代のスキー人気低迷や暖冬によりマックアースも経営状況が悪化し、2020年に東京に本社を置く「SNOW PARK RESORT」にスノークルーズ・オーンズとともに施設が譲渡された。
2023年 - 2024年シーズンは、従業員不足により安全を確保できないとして営業をとりやめた。
2024年12月に高島市の会社「ホクレア」が新たな運営会社となり、名称をOhana Resort（オハナリゾート）に変更することとなった。

## ゲレンデ
リフト（索道）4本にコース4つが設定されている。

### コース
- 大谷第1コース (600m、最大斜度31度)
- 大谷第2コース (520m)
- 乗鞍第1コース (1,200m)
- 乗鞍第2コース (460m)

2011年時点のコースマップには大谷ゲレンデから乗鞍第1コースへの連絡コースの記載があったが消えている。

### リフト
- 大谷第1ペア (537m)
- 大谷第2ペア (479m)2023年 - 2024年シーズン用に作成されたホームページからは記載がなくなっている。
- 乗鞍第3ペア (702m)
- 乗鞍第4ペア (388m)

## アクセス
- 北陸自動車道木之本インターから18km
- 名神高速道路京都東インターから国道161号線西大津バイパス、湖西道路、志賀バイパス経由で77km
- 湖西線マキノ駅から高島市コミュニティバス国境線（湖国バスが受託）約20分